# ديفيد هارت سميث

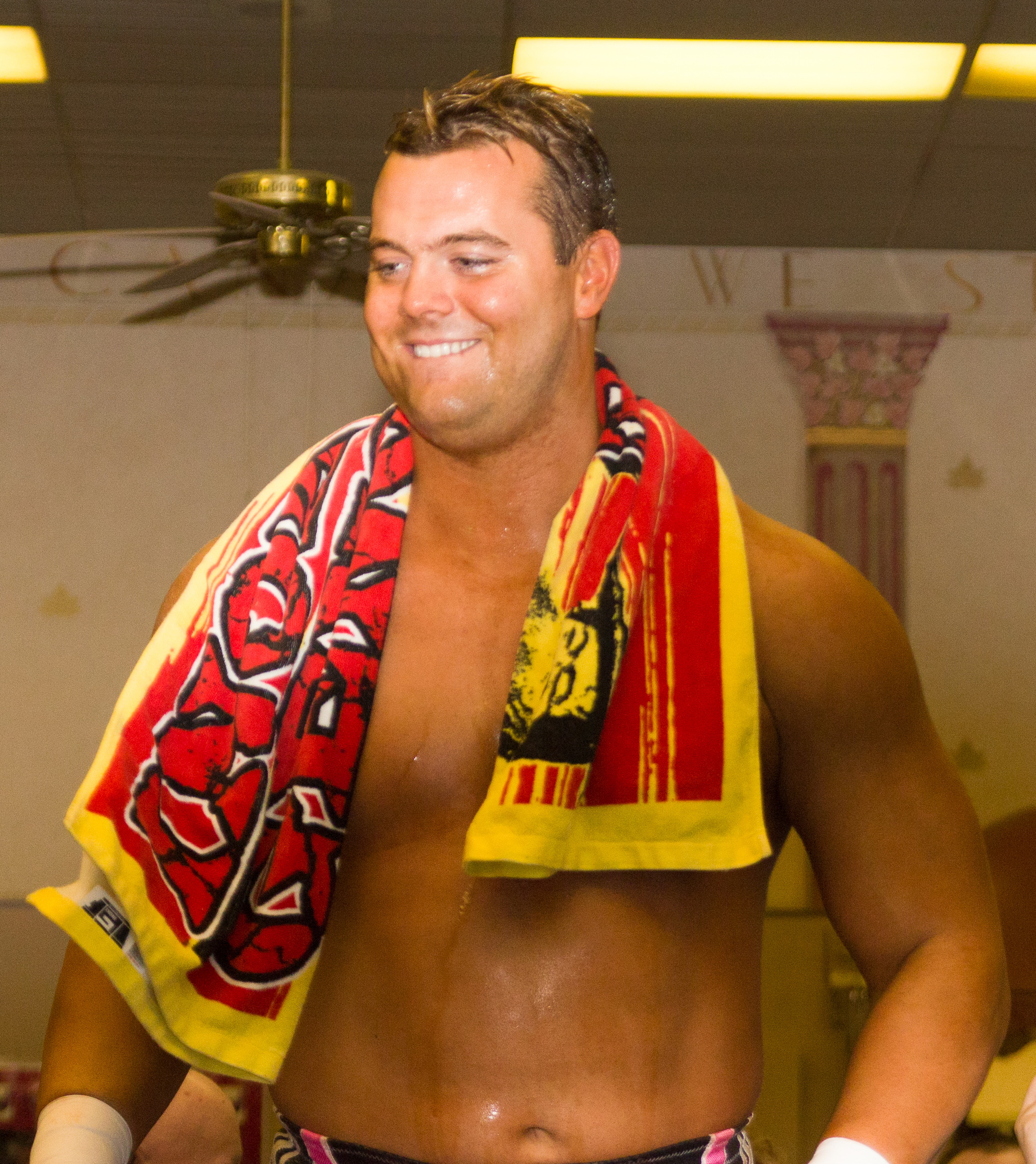

ديفيد هارت سميث، (بالإنجليزية: david hart smith)، مصارع محترف في إتحاد المصارعة الامريكية، وهو أيضا ابن المصارع المحترف ديفي بوي سميث، شكل مع تايسون كيد فريق ذا هارت داينيستي، وفاز عدة مرات في بطولة الفرق الثنائية دبليو دبليو إي

## روابط خارجية
- ديفيد هارت سميث على موقع IMDb (الإنجليزية)
- ديفيد هارت سميث على موقع قاعدة بيانات الفيلم (الإنجليزية)
- ديفيد هارت سميث على موقع دبليو دبليو إي (الإنجليزية)
- ديفيد هارت سميث على موقع WrestlingData.com (الإنجليزية)
- ديفيد هارت سميث على موقع CageMatch worker (الإنجليزية)
- ديفيد هارت سميث على موقع قاعدة بيانات المصارعة على الإنترنت (الإنجليزية)
- ديفيد هارت سميث على موقع عالم المصارعة على الإنترنت (الإنجليزية)